# Загрязнение территории Украины минами и неразорвавшимися боеприпасами

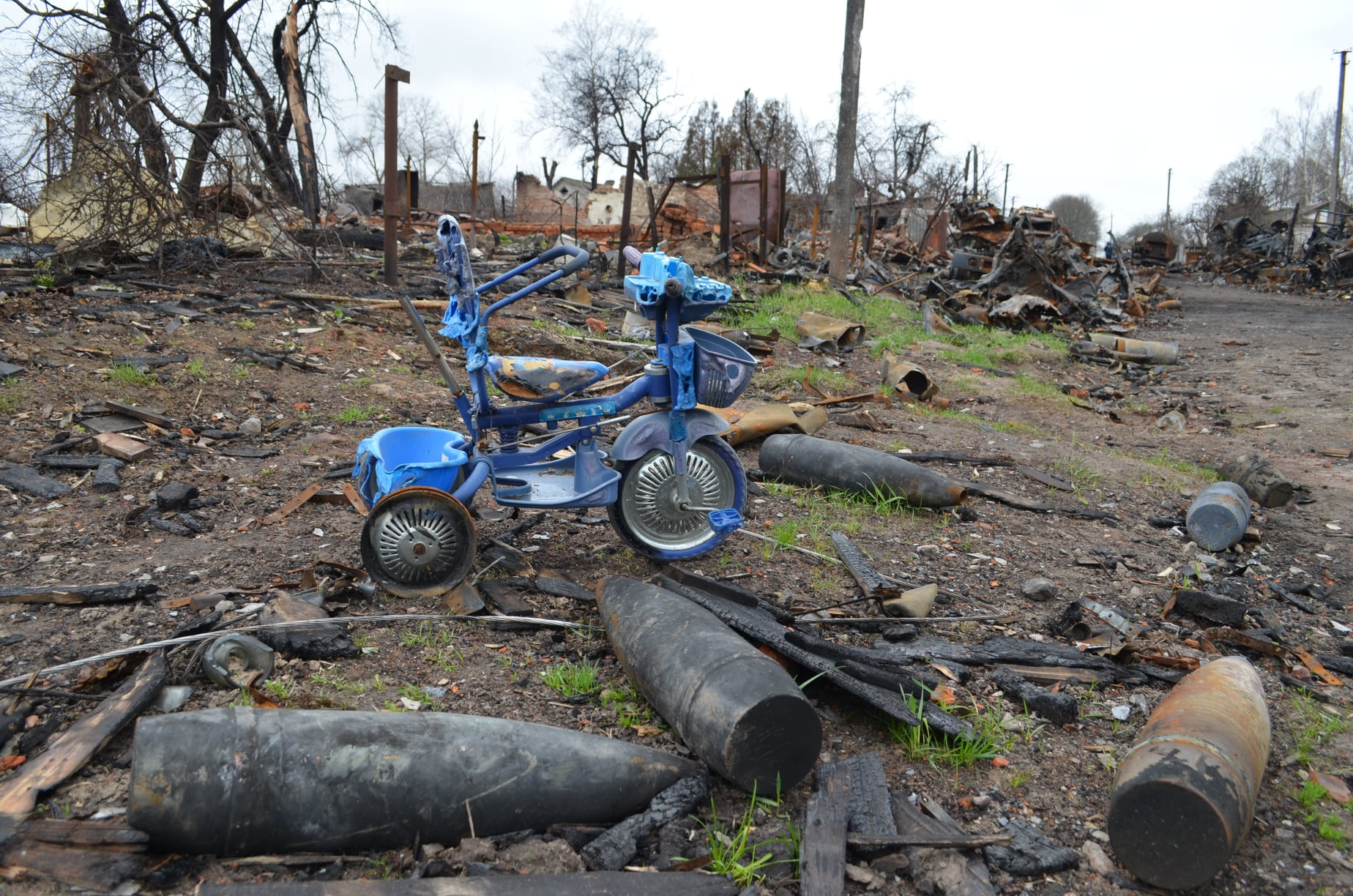
Село Шестовица Черниговской области после боёв

Загрязнение территории Украины минами и неразорвавшимися боеприпасами в ходе полномасштабного вторжения России на Украину на середину августа 2022 года затронуло территорию в 300 тысяч км² — почти половину страны. По оценке ООН, на территории, загрязнённой минами и неразорвавшимися боеприпасами на июль 2022 года проживало около 14,5 млн человек.
Мины и неразорвавшиеся боеприпасы представляют большую опасность для мирного населения, препятствуют возвращению украинцев к нормальной жизни, восстановлению городов и инфраструктуры, ведению сельского хозяйства. По оценке ГСЧС Украины, разминирование сухопутной территории страны может занять более 10 лет, очистка акватории Чёрного моря от морских мин — до 7 лет.
Неизбирательное использование Россией в черте и вблизи населённых пунктов противопехотных мин (в том числе без механизма самоликвидации), мин-ловушек и кассетных боеприпасов с минами-лепестками нарушает Конвенции ООН о конкретных видах обычного оружия, Женевские конвенции и нормы международного гуманитарного права, и может квалифицироваться как преступления против человечности.

## Противопехотные мины
Россия широко использовала противопехотные мины в Украине с начала российско-украинской войны в 2014 году, и в результате боевых действий восток Украины стал самой плотно заминированной территорией в мире. На июль 2018 года только на 3,7 % предположительно заминированной территории было деактивировано 340 тысяч мин и неразорвавшихся боеприпасов. На 2020 год Украина занимала 5 место в мире по числу жертв от мин и несдетонировавших боеприпасов. Только в 2014—2018 годах от мин пострадало около 2000 человек, причём контакт с минами был одной из основных причин несчастных случаев с детьми. В 2019 году прогнозируемые затраты на разминирование оценивались в 1 млрд долларов. Есть сведения об использовании противопехотных мин в ходе этой войны и Украиной.

### Юридические аспекты
Украина является участником Конвенции о запрете противопехотных мин 1998 года, которая запрещает использование любых противопехотных мин независимо от их технических особенностей. Россия к конвенции не присоединилась, но обязана отказаться от использования противопехотных мин и мин-ловушек в соответствии со II протоколом Конвенции ООН о конкретных видах обычного оружия, I протокола к Женевским конвенциям и нормами международного гуманитарного права. В ходе российско-украинской войны впервые сложилась ситуация, когда страна, не подписавшая Конвенцию о запрете противопехотных мин, использовала их против страны, присоединившейся к Конвенции.
Так Конвенция о конкретных видах обычного оружия запрещает использование мин, когда они могут потенциально нанести вред гражданским лицам, когда потенциальный ущерб несоразмерен получаемому военному преимуществу. Под запретом применение мин-ловушек и других взрывных устройств, присоединённым к телам погибших, медицинскому снаряжению, пище, воде и повседневным предметом: места размещения мин должны быть наглядно обозначены. Если взрывное устройство расположено за пределами такой территории, оно должно быть способно самоуничтожиться по истечении определённого времени. Сторонние наблюдатели отмечали, что в ходе российско-украинской войны и полномасштабного вторжения, начатого в феврале 2022 года, Россия нарушила все эти требования и ограничения.
Задокументированное использование российскими военными мин в нарушение международных соглашения и гуманитарного права является военным преступлением и предполагает, в том числе, персональную уголовную ответственность. Систематическое использование противопехотных и замаскированных мин против мирного населения квалифицируется как преступления против человечности. Подобные преступления, совершённые на территории Украины, попадают под юрисдикцию Международного уголовного суда. Преступников также могут преследовать другие страны на основе универсальной юрисдикции и в соответствии с положениями Женевских конвенций.

### Применение Россией

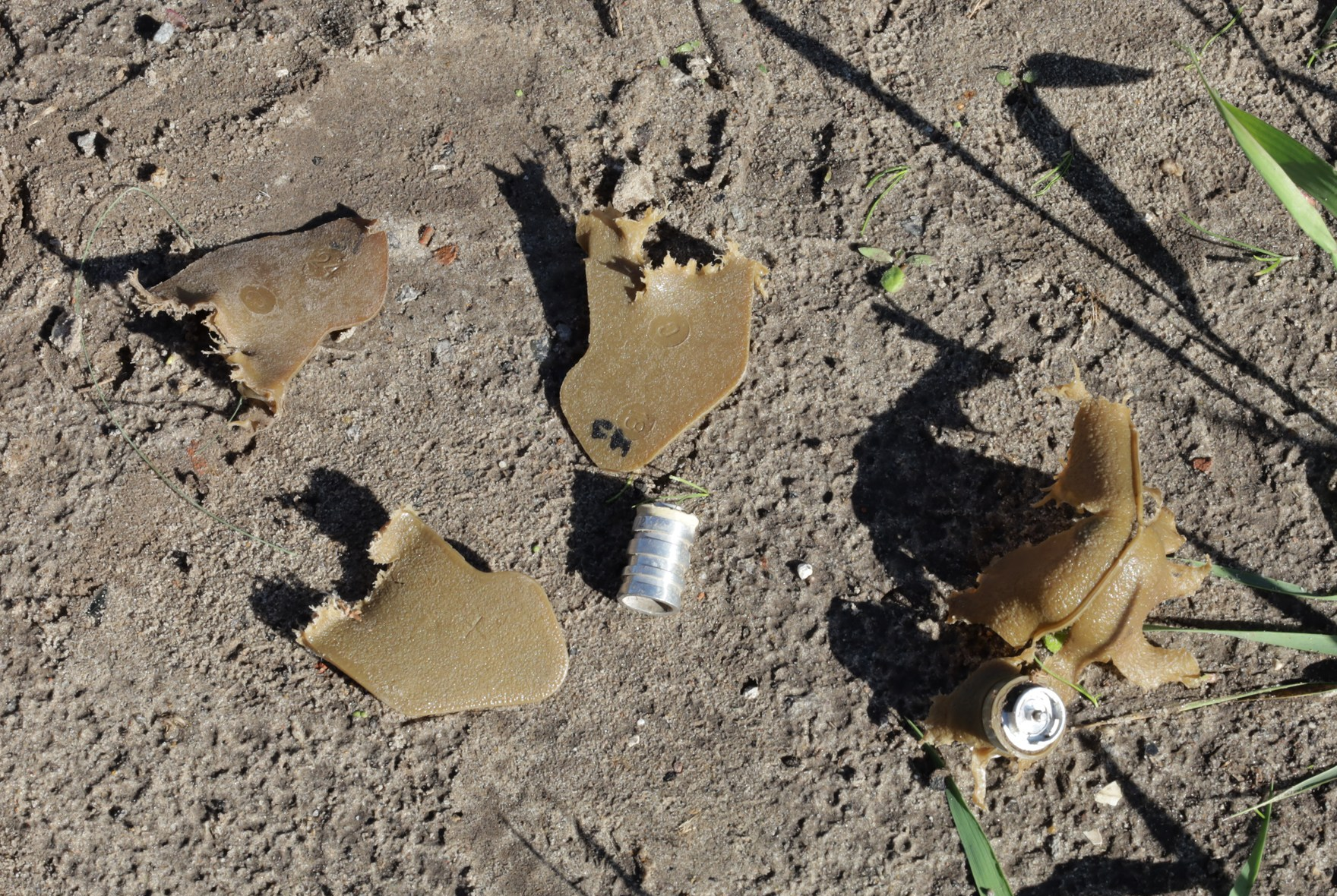
Остатки противопехотных мин-«лепестков» после боёв за Изюм

Human Rights Watch задокументировали использование российскими военными по меньшей мере 7 типов противопехотных мин в Донецкой, Харьковской, Киевской и Сумской областях. Все они были произведены в России или СССР, большинство мин ручной установки были выпущены в 1970-х — 1980-х годах. ВС РФ использовали следующие противопехотные мины:
- Осколочные противопехотные мины МОН-50 и МОН-100 (использовались Россией в Украине с 2014 года).
- осколочная противопехотная мина-лягушка ОЗМ-72.
- фугасная противопехотная мина ПМН-4.
- осколочные противопехотные мины дистанционной установки ПОМ-2 и ручной установки ПОМ-2Р.
- осколочная мина дистанционной установки ПОМ-3 «Медальон», которая доставляется ракетой с кассетной боевой частью для системы дистанционного минирования «Земледелие» на расстоянии до 15 км. При срабатывании сейсмического датчика боевая часть мины выбрасывается в воздух, детонирует на высоте около 1,5 м и поражает осколками людей в радиусе до 16 м. Год производства обнаруженных на территории Украины кассет — 2021.

Мины-ловушки — противопехотные мины или другие взрывные устройства, замаскированные под повседневные предметы или присоединённые к телам погибших. После отступления российских военных из Бучи в городе было обнаружено 20 заминированных тел и других мин-ловушек на основе гранат Ф-1 и РГД-5, а также серийных мин МОН-50, МОН-100 и ОЭМ-72. Задокументировано использование российскими военными мин-ловушек в Попасной, Сумской области и Херсонской области. Размещение мин-ловушек в жилых районах не имеет внятной военной цели.
Минобороны Великобритании указывало на вероятное использование Россией в Донецкой области противопехотных мин-бабочек ПФМ-1 и ПФМ-15. Эти небольшие взрывные устройства доставляются ракетами с кассетной боевой частью и распыляются над территорией. Несмотря на небольшой заряд взрывчатого вещества, они крайне опасны из-за количества и малозаметности, а также из-за того, что дети принимают их за игрушки.

### Применение Украиной
Украина, несмотря на подписание Конвенции о запрете противопехотных мин, применяла их с апреля по сентябрь 2022 года в ходе боев за Изюм. Мины разбрасывались в городе и в его окрестностях, в результате чего погибли по меньшей мере 11 мирных жителей. При этом использовались мины ПФМ-1С («Лепесток»), доставляемые к цели при помощи реактивных снарядов 9М27К3 РСЗО «Ураган». По состоянию на 2021 год, Украина обладала 3,3 миллиона мин ПФМ.
По заявлению российских властей, Украина использует и противопехотные мины других типов. На выставке трофейного вооружения в Москве был представлен ряд образцов противопехотных мин, которые, по утверждениям организаторов выставки, были обезврежены на территории Укрианы. Среди них мины BLU-92/B и М-14 (США), а также PRB-M35 и PRB-M409 (Бельгия). Подтверждения, что Украина получила эти мины напрямую от западных стран, отсутствуют. В ноябре 2024 года американские власти заявили о поставке Украине противопехотных мин.

## Противотанковые мины

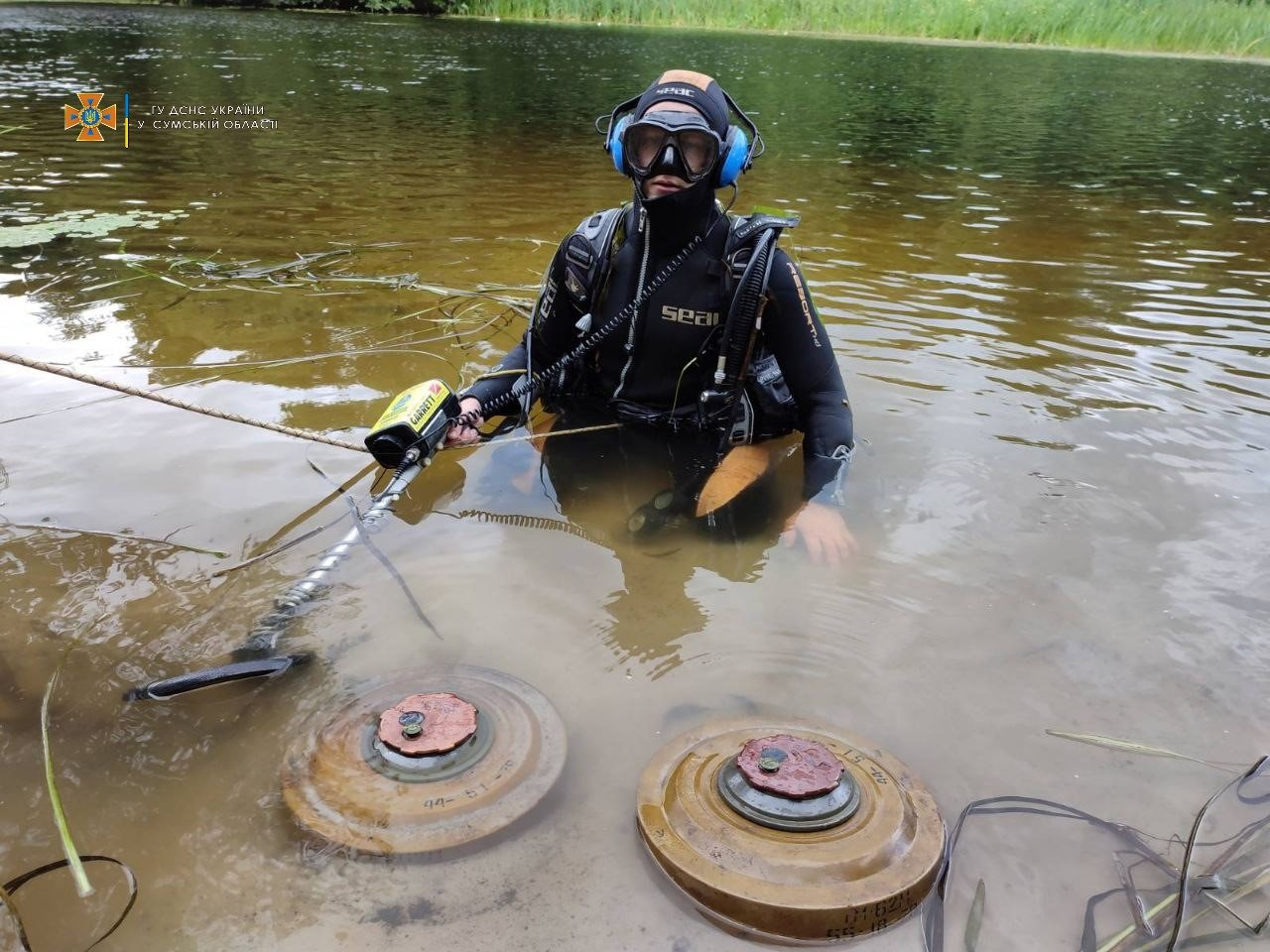
Противотанковые мины, обнаруженные ГСЧС Украины после боёв в Сумской области

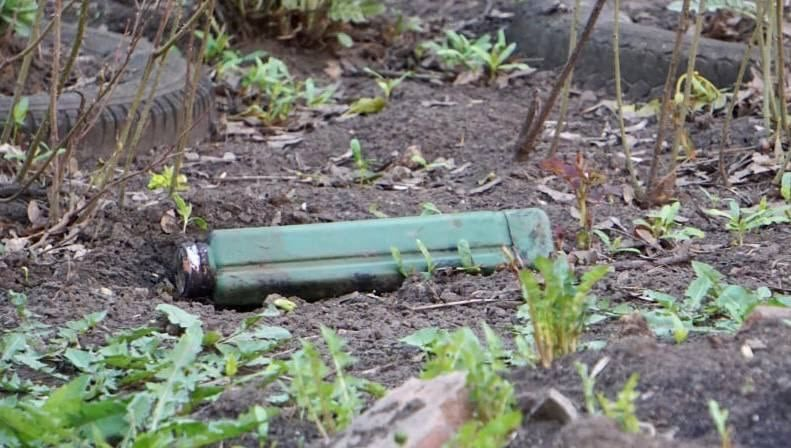
Мина ПТМ-1, найденная после обстрела Харькова 11 апреля

И Россия, и Украина использовали противотанковые мины ручной, механической и дистанционной установки в 6 регионах Украины: Донецкой, Черниговской, Харьковской, Киевской, Одесской, Сумской и Запорожской областях. В частности, украинские военные заминировали аэропорты, мосты и другие инфраструктурные объекты, чтобы предотвратить их использование российскими войсками.
- ПТКМ-1Р — современная противотанковая мина российского производства, наводящаяся по звуку и вибрации почвы на расстоянии до 300 м. При срабатывании, боевая часть выбрасывается в воздух, донаводится по теплу двигателя и взрывается в верхней полусфере транспортного средства, нанося кумулятивный урон.
- Мины ПТМ-1 и ПТМ-16, доставляемые в пластиковых кассетах с вертолётов, с помощью РСЗО «Град» и ракет «Ураган» на дистанцию до 35 км. Применяются российскими военными и боевиками ДНР.
- ПТМ-4 — современная противотанковая мина с кумулятивной боевой частью, использование которой было впервые задокументировано в ходе российского вторжения на Украину. Обнаруженные образцы были произведены в 2021 году.
- фугасная противотанковая мина ТМ-62М применялась обеими сторонами конфликта. В частности, украинские военные использовали её минирования береговой линии Одессы.

## Морские мины
Международные соглашения разрешают размещение мин в территориальных водах страны для обороны побережья, однако Гаагские конвенции о законах и обычаях войны 1899 и 1907 года запрещают размещение мин в нейтральных водах. Украина подтверждала минирование подходов к береговой линии, но Россия использование мин не признавала. По оценке украинских властей, Россия разместила в Чёрном море от 400 до 600 мин. В марте украинский МИД заявлял, что для минирования Чёрного моря российские моряки использовали разновидности мин, которые никогда не стояли на вооружении Украины.

## Неразорвавшиеся боеприпасы

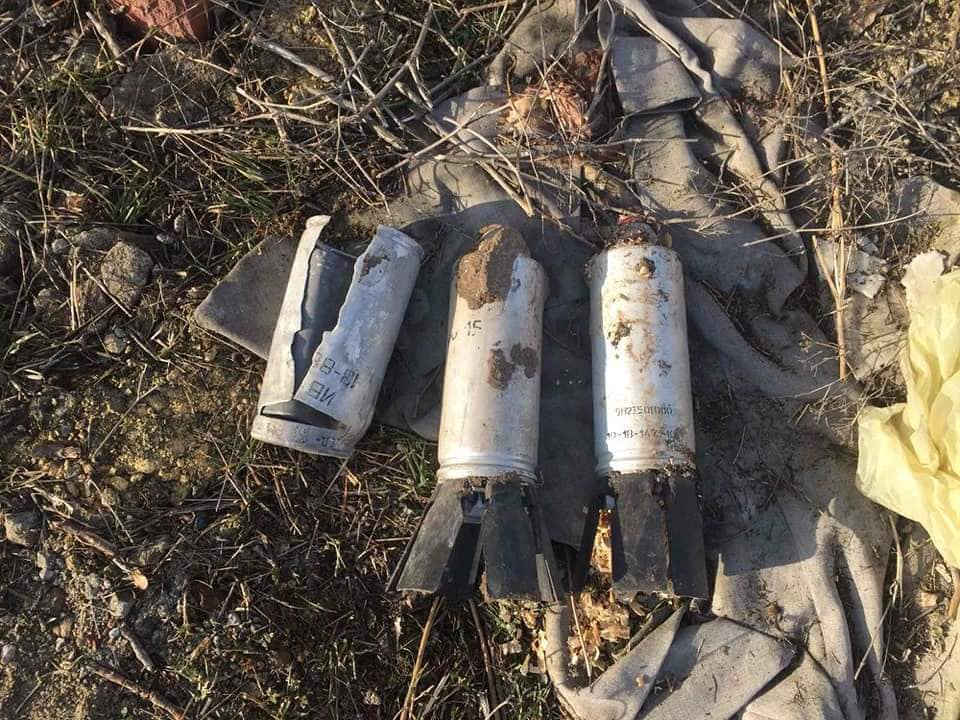
Разорвавшийся и неразорвавшиеся кассетные элементы после обстрела Николаева, 9 марта 2022

Серьёзным фактором загрязнения территории Украины являются неразорвавшиеся боеприпасы, в частности, суббоеприпасы (бомблеты), которые используются в кассетных снарядах российских РСЗО. Журналисты и военные эксперты отмечали, что около 20 % (по некоторым оценкам — до 40 %) российских бомблет не детонируют и могут продолжительное время оставаться на земле, представляя большую опасность для мирных жителей при контакте. Bellingcat документировал использование Россией кассетных боеприпасов вблизи школ, больниц и в жилых кварталах Харькова, Херсона и Одессы.

## Последствия

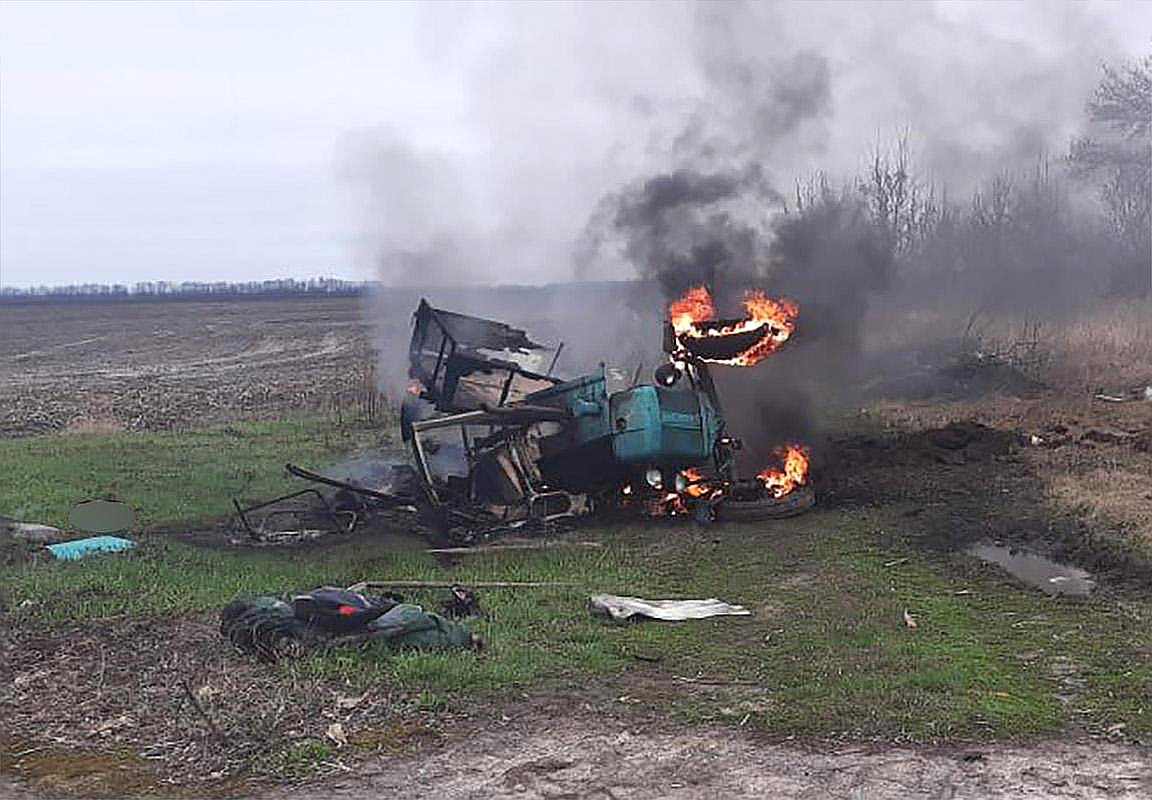
Трактор, взорвавшийся на мине в Черниговской области

Мины и неразорвавшиеся снаряды остаются угрозой для мирных жителей на протяжении многих лет после окончания войн: они мешают людям вернуться к мирной жизни. Для Украины как крупнейшего поставщика сельскохозяйственной продукции большую проблему представляет минирование посевных территорий — полей и дорог. Только на середину лета 2022 года Human Rights Watch зафиксировал не менее 10 случаев подрыва сельскохозяйственной техники на минах. Невозможно оценить реальное число жертв среди мирных жителей, поскольку зачастую люди находятся одни в момент контакта со взрывным устройством.

## Разминирование

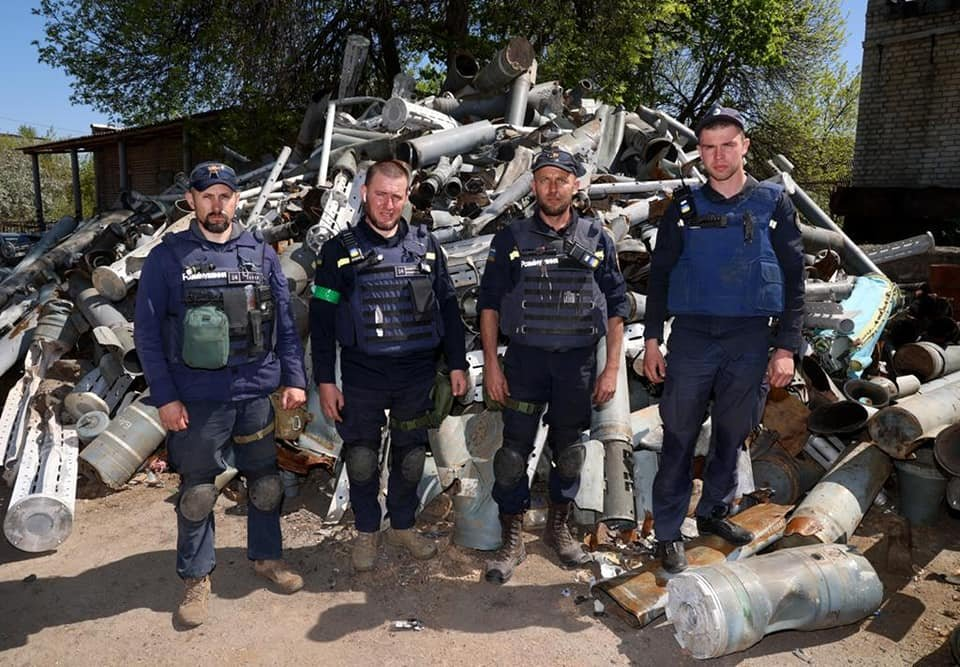
Остатки боеприпасов, собранные для обезвреживания в Харьковской области

Государственная служба Украины по чрезвычайным ситуациям оценивала заминированную территорию в 300 тысяч км², а время, необходимое для её очистки, более чем в 10 лет. На середину августа украинские власти сообщали об очистке порядка 620 км² и деактивации более 175 тысяч взрывоопасных объектов. Время на очистку акватории Чёрного моря от мин украинские власти оценивают в 5-7 лет.
Об обнаруженных минах украинцы могут сообщить через приложение Demining Ukraine, запущенное властями страны в июне. Только за первую неделю мирные жители оставили около 2000 сообщений о минах и снарядах. ГСЧС Украины планировала создать 80 новых подразделений с общим штатом в 400 человек для ускорения работ по разминированию. Символом усилий по очистке страны от минного загрязнения стал пёс Патрон, который служит собакой-сапёром и обнаружил более 200 мин. В мае 2022 года Владимир Зеленский вручил Патрону медаль «За преданную службу».

### Участие международных организаций
Инициатива по разминированию территории Украины получила широкую международную поддержку. Украинских специалистов обучают Вооружённые силы Швейцарии в рамках совместной программы с Женевским международным центром по гуманитарному разминированию (GICHD) под эгидой программы НАТО «Партнёрство во имя мира». Mines Awareness Trust организует подготовку в Косово под руководством специалистов, которые занимались разминированием региона после Войны в Югославии и работали в Ираке, Мозамбике и Ливии. Госдепартамент США одобрил 89 млн долларов помощи Украине на обучение и снаряжение 100 команд, которые будут заниматься разминированием, а HALO Trust получил 4 млн финансирования на прямое участие в операции.